# Champagne (hästfärg)

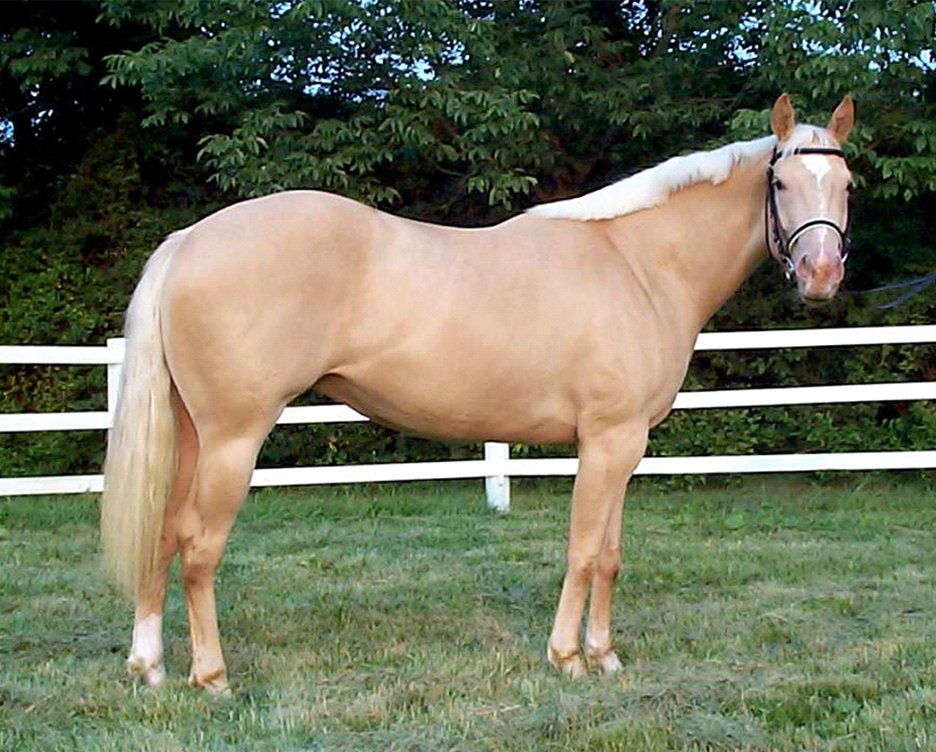
Gold Champagne

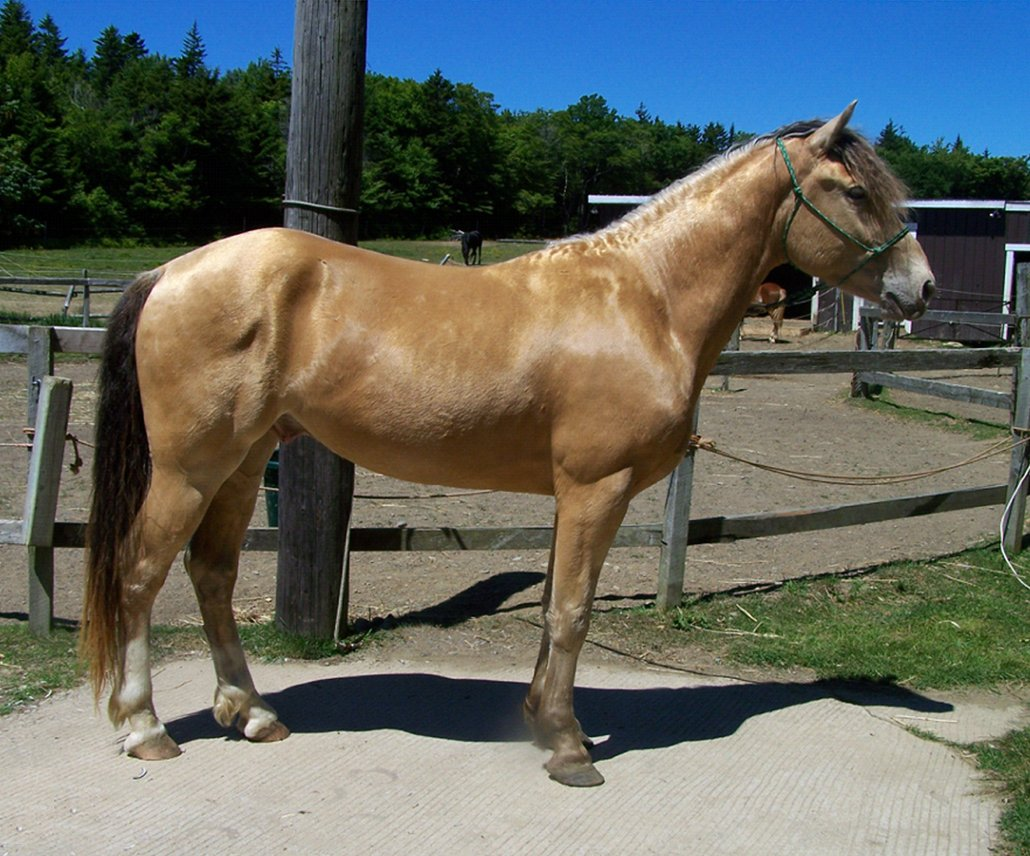
Amber Champagne

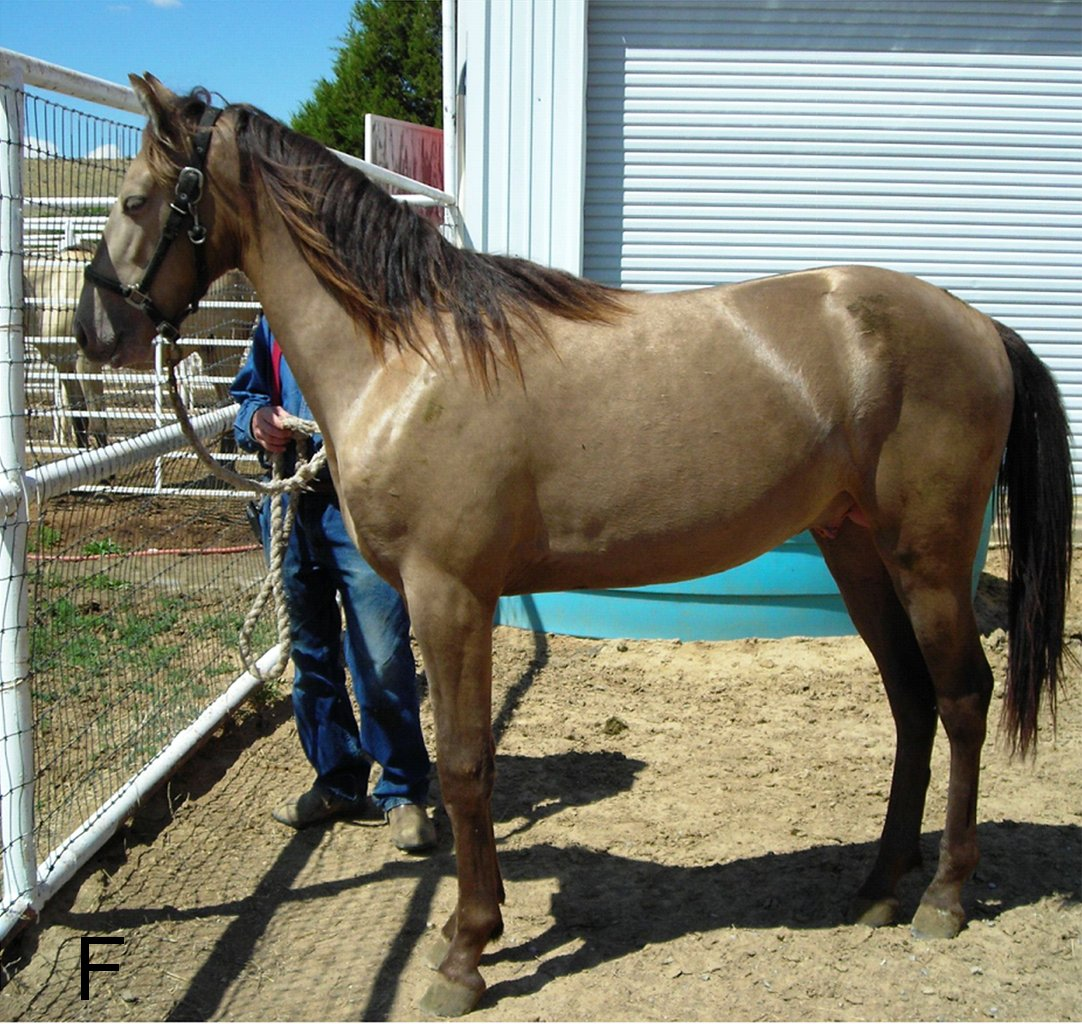
Classic Champagne

Champagne är en ovanlig hästfärg. Champagne-färgade hästar har en guldskimrande päls och ganska ljust skinn med mörkare "fräknar". Fölen föds med mörkare färg än den de har i vuxen ålder, de föds också med blå ögon som sedan mörknar till gröna och bruna.
Champagnefärgen kan lätt förväxlas med gulbrun, isabell, gulsvart, gulvit, pärlvit, rökvit, black med flera.